# Julio César Reyes
Julio César Reyes (Ciudad de Barinas, Estado Barinas, 30 de diciembre de 1968) es un político venezolano, quien entre enero de 2022  y junio de 2025 fue el secretario general de gobierno del Estado Barinas, bajo la gestión del gobernador Sergio Garrido. Fue Primer Vicepresidente de la Asamblea Nacional de Venezuela en 2018, anteriormente se desempeñó como alcalde del Municipio Barinas en dos periodos consecutivos (2000-2004; 2004-2008).

## Trayectoria

### Alcalde de Barinas
A finales de 1999, conoció a Hugo de los Reyes Chávez padre del nuevo presidente de Venezuela, cuando entraría en las filas del MVR. En el 2000 presentó su candidatura a la alcaldía de Barinas, apoyado por el partido de gobierno MVR, en las que resultó elegido con el 56 % de los votos, para un período de cuatro años (hasta el 2004). Fue reelecto hasta el 2008 un año después de que fuera expulsado del Movimiento V República (transformándose en el PSUV).
En 2007 se separaría del gobierno y se une al partido Gente Emergente, que lo postula a gobernador de Barinas, obteniendo 129.143 votos, equivalentes al 44 % frente a Adán Chávez, del PSUV, quien obtuvo el 50 % de los votos, aunque el resto de partido opositores como AD, COPEI, UNT, PJ, PRVZL entre otros, postularon a Rafael Simón Jiménez.

### Diputado
En las elecciones parlamentarias de 2010 resulta elegido diputado de la MUD por la lista de Barinas. Luego en 2012 junto a Henri Falcón integra el nuevo partido Avanzada Progresista, partido por el que es postulado por segunda vez a gobernador de Barinas, esta vez con el apoyo de todos los partidos integrantes de la Mesa de la Unidad Democrática obteniendo 104.046 votos. En 2015 es reelecto para ser diputado para el período 2016-2021.
En las elecciones regionales de 2017, es postulado por tercera vez a gobernador de Barinas con el apoyo del Movimiento al Socialismo (MAS) y de Acción Democrática donde obtuvo 4.610 votos (1,32%), siendo Freddy Superlano, de Voluntad Popular, el candidato de oposición más votado. El 5 de enero de 2018 es designado Primer Vicepresidente de la Asamblea Nacional, cargo que ocupó hasta 2019, posteriormente es expulsado de la MUD junto además partidarios de AP debido a la candidatura presidencial de Henri Falcón. En el año 2019 deja el partido AP por diferencias políticas, y se integra a apoyar nuevamente a la MUD y a su líder Juan Guaidó.

### Carrera posterior
El 17 de enero de 2022 es nombrado por el gobernador de Barinas, Sergio Garrido, como secretario general de gobierno del estado, la posición más alta en el gabinete de gobierno regional.
En 2025 es postulado por el partido Un Nuevo Tiempo como unos de los candidatos a diputados nacionales para las elecciones parlamentarias de ese año.